# Arjomand (ort i Kerman)
Arjomand (persiska: ده ارجمند, ارجمند) är en ort i Iran.   Den ligger i provinsen Kerman, i den sydöstra delen av landet, 1 000 km sydost om huvudstaden Teheran. Arjomand ligger 766 meter över havet och antalet invånare är 677.
Terrängen runt Arjomand är platt. Runt Arjomand är det glesbefolkat, med 14 invånare per kvadratkilometer. Närmaste större samhälle är Fahraj, 15,5 km öster om Arjomand. Trakten runt Arjomand är ofruktbar med lite eller ingen växtlighet.